# Държавно устройство на Босна и Херцеговина
Босна и Херцеговина е парламентарна федерална република (според Дейтънското споразумение от 1995 година).

## Териториално устройство
Столица на федерацията е Сараево. Според този мир Босна и Херцеговина е федерална държава, която се състои от 2 административни единици и 1 специален окръг:
- Федерация Босна и Херцеговина
- Република Сръбска
- Окръг Бръчко

## Изпълнителна власт

### Президент
Президентите на Босна и Херцеговина са трима души (бошняк, сърбин и хърватин), които се сменят на ротационен принцип на всеки 4 години. Те се избират от народа (Федерация Босна и Херцеговина избира бошняка и хърватина, а Република Сръбска избира сърбина).

### Министър-председател
Премиерът на страната се предлага от Председателството и се одобрява от Парламентарната скупщина, като номинираният за министър-председател предлага министрите от кабинета.

## Законодателна власт
„Парламентарната скупщина“ е законодателният орган на Босна и Херцеговина. Състои се от две палати: Палата на народа и Палата на представителите. Палатата на народа има 15 делагата, от които две трети са от Федерацията (петима хървати и петима бошняци) и една трета от Република Сръбска (петима сърби). Палатата на представителите се състои от 42 депутати, от които две трети се избират от Федерацията и една трета от Република Сръбска.

## Съдебна власт
„Конституционният съд“ на Босна и Херцеговина е най-висшата и крайна съдебна инстанция. Състои се от 9 члена, 4 от които се избират от Парламента на Федерацията, 2 се избират от Народната Скупщина на Република Сръбска и 3 члена избира председателят на Европейския съд по правата на човека след консултация с Председателството.